# Leidsche Rijn Centrum

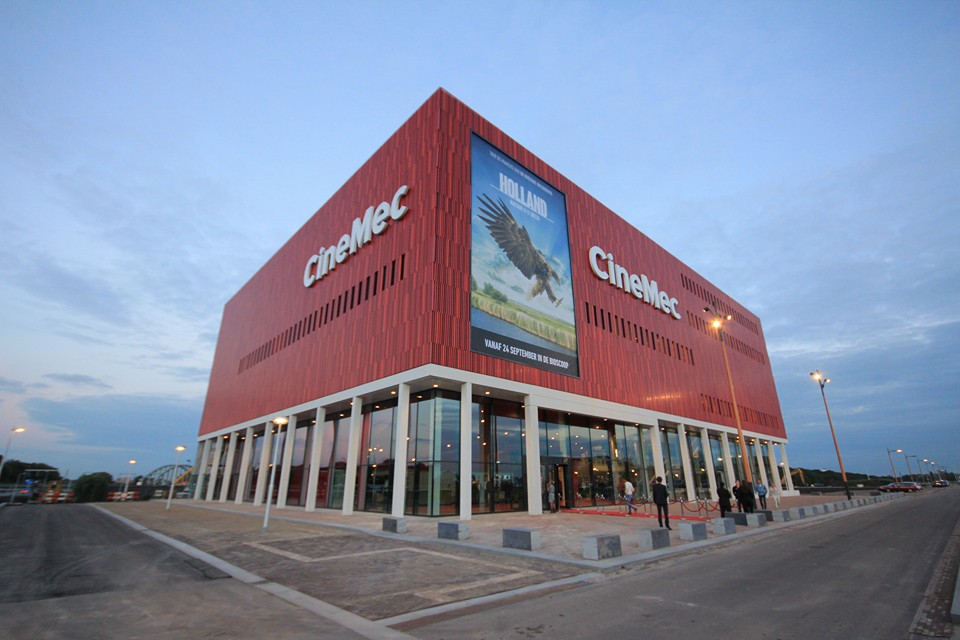
Pathe Utrecht Leidsche Rijn (voorheen een Cinemec Bioscoop)

Leidsche Rijn Centrum is een buurt in aanbouw, voor winkelen, wonen en werken in de wijk Leidsche Rijn in de gemeente Utrecht. De subwijk verrijst rondom het dak van de Leidsche Rijntunnel, het Berlijnplein, ten oosten van de tunnel zijn er ruim 130 winkels en 762 appartementen gerealiseerd en er komt 9000 m² aan kantoorruimte. Leidsche Rijn Centrum ligt in het geografisch centrum van de gemeente Utrecht en is het op een na grootste winkelgebied na de binnenstad van Utrecht. Vanaf de planning en bouw van de Vinexlocatie Leidsche Rijn was het de bedoeling om hier een veel groter winkelcentrum te ontwikkelen (af te meten aan de afstand tot de bioscoop en de ligging van de distributietunnel tussen de Stadsbaan- en de Leidsche Rijntunnel en het winkelcentrum) maar door de opkomst van het internetwinkelen en de economische crisis vanaf 2008 is het geplande en gebouwde aantal winkels teruggebracht. In de oorspronkelijke planning was het de bedoeling dat een nieuw te bouwen warenhuis van de  V&D  de publiekstrekker van het winkelcentrum zou worden. Maar na het voortijdig faillissement van deze warenhuisketen is uiteindelijk een voor Nederlandse begrippen grote Jumbo-supermarkt, met een zogenaamd food-court, de beoogde publiekstrekker geworden.

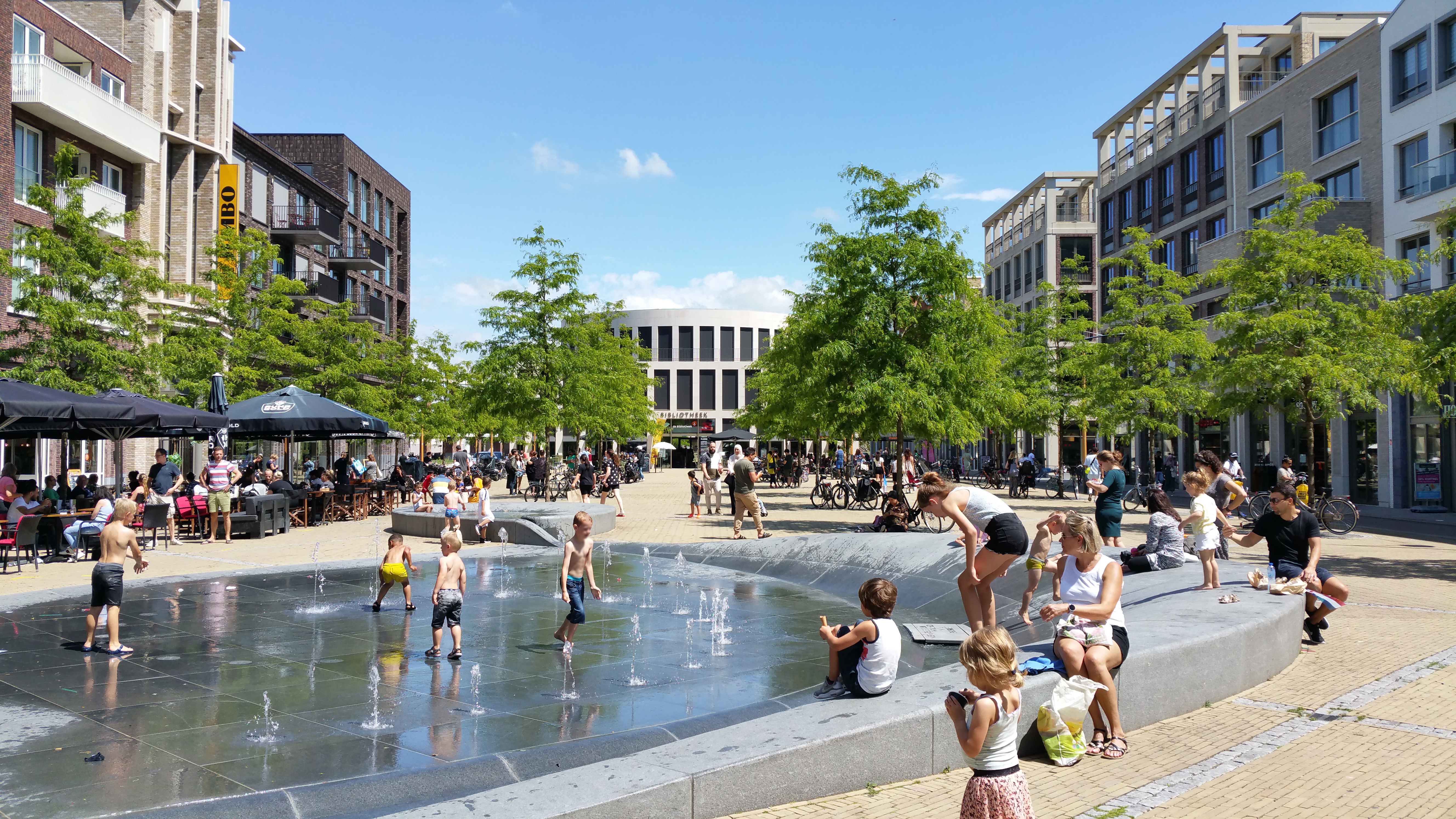
Winkelcentrum

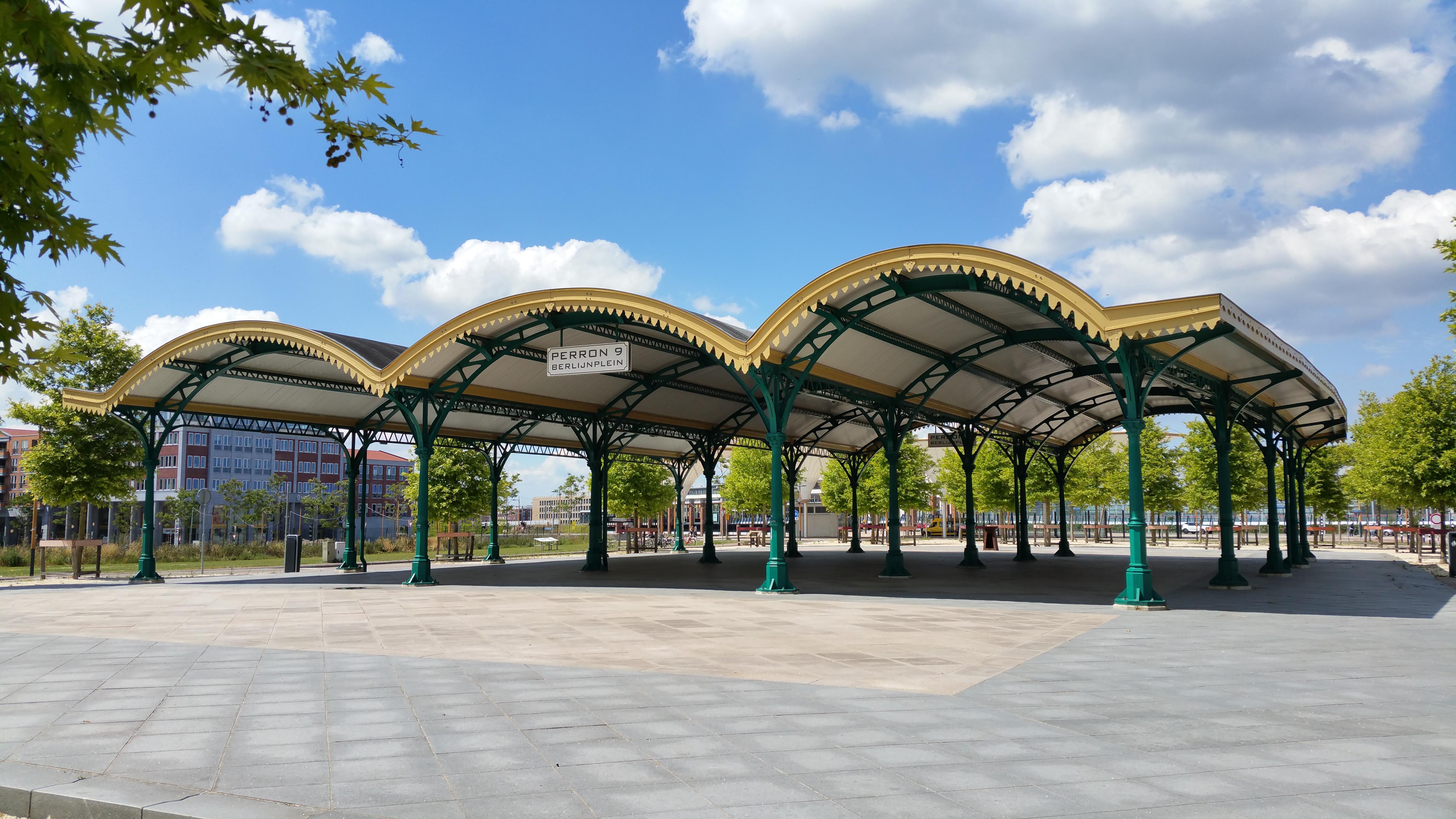
Berlijnplein

Ten noorden van station Leidsche Rijn zal MARK worden gerealiseerd, bestaande uit een drietal torens met daartussen laagbouw. Dit project zal zo'n 1.100 nieuwe woningen toevoegen. Deze torens die een hoogte zullen hebben van 80, 100 en 140 meter zullen naar verwachting in 2025 klaar zijn.

## Oplevering en opening
Op 16 mei 2018 is het winkelcentrum officieel geopend door Burgemeester Jan van Zanen. Het heeft een overdekte parkeergarage, een ondergrondse (en tevens bewaakte) fietsenstalling en expeditie, en het wordt naast het station (zie paragraaf "Huidige Voorzieningen") door drie bushaltes bediend, één van de haltes is het busstation van Leidsche Rijn Centrum dat vlak bij het treinstation ligt.
Huidige voorzieningen:
- Station Utrecht Leidsche Rijn
- Busstation, de naam verwijst naar het treinstation, maar het is ook een bus-knooppunt.
- Pathé Utrecht Leidsche Rijn
- Bibliotheek
- Wijkbureau
- Apotheek
- Foodmarkt
- Sportschool
- Basisschool
- Buitenschoolse opvang
- Skatebaan en basketball- en voetbalveld

## Afbeeldingen

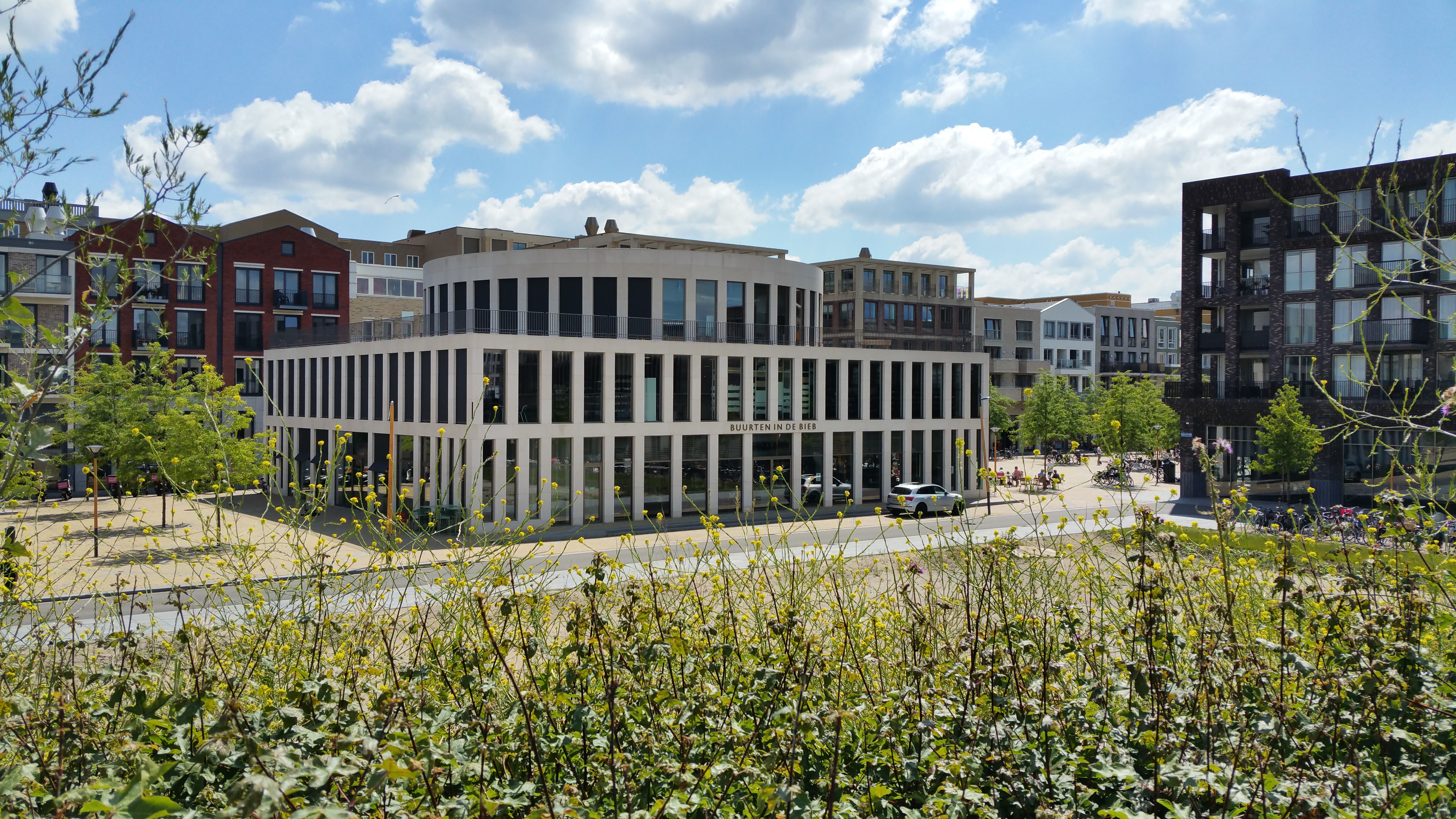
Bibliotheek
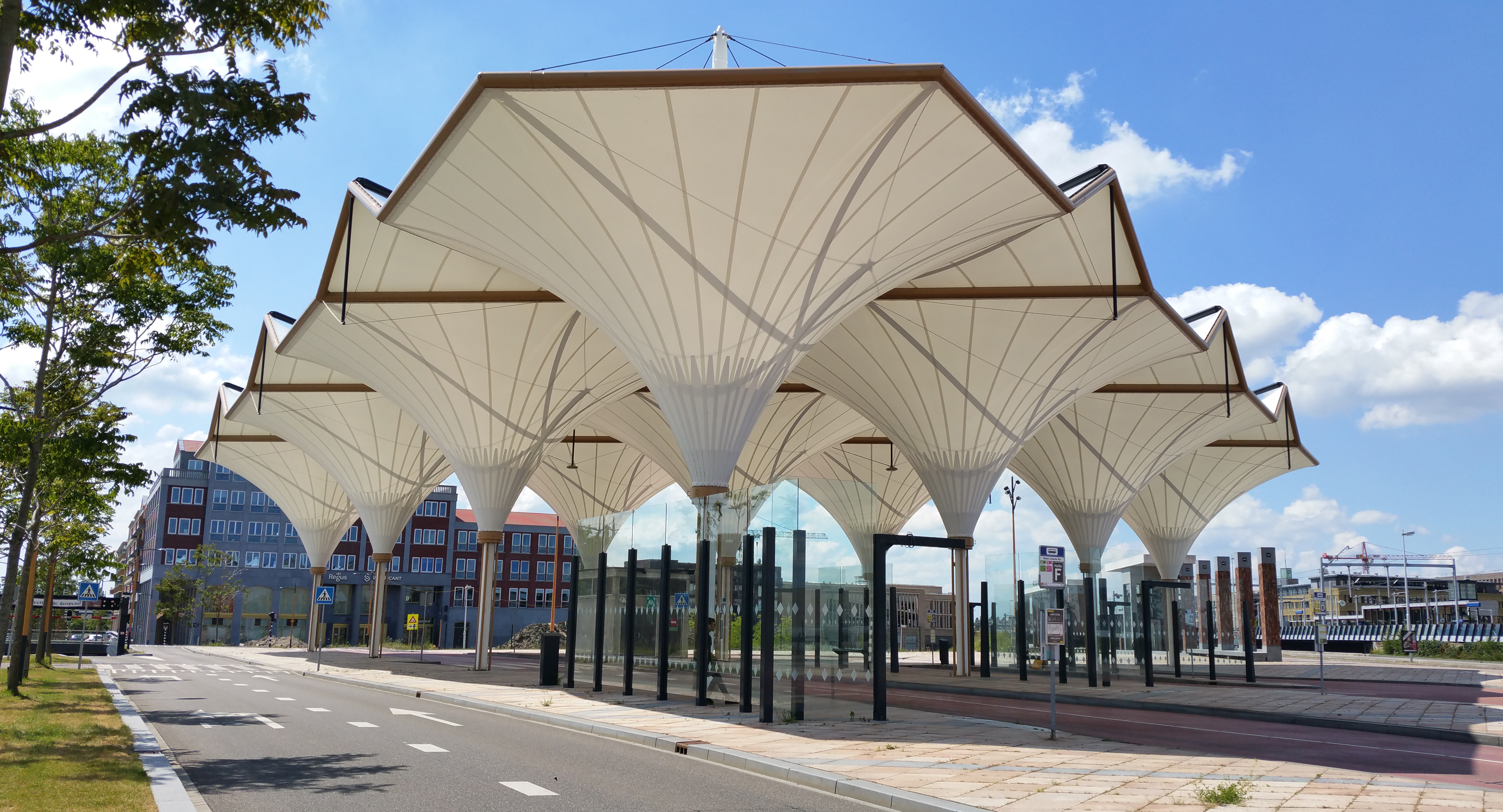
Busstation
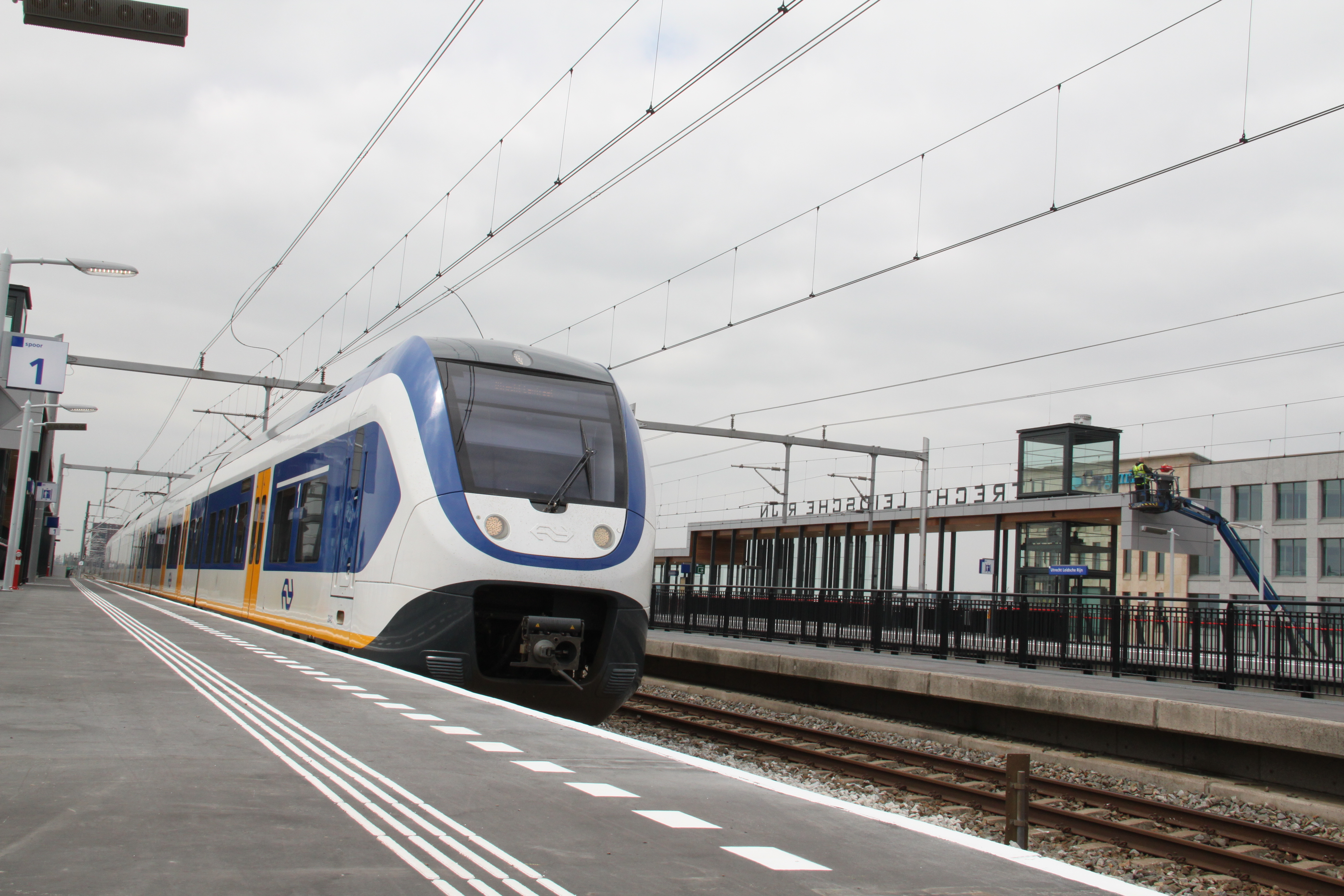
Station

Grauwaart · Hoge Weide · Langerak · Leeuwesteyn · Leidsche Rijn Centrum · Papendorp · Parkwijk · Rijnvliet · Strijkviertel · Terwijde · De Wetering · Het Zand